# Keith Fraser
Keith Fraser (ur. 4 lutego 1968) – szkocki narciarz alpejski, reprezentujący Suazi na Zimowych Igrzyskach Olimpijskich 1992 w Albertville.

## Wyniki olimpijskie
| Igrzyska         | Konkurencja            | Czas    | Miejsce |
| ---------------- | ---------------------- | ------- | ------- |
| Albertville 1992 | Supergigant mężczyzn   | 1:29,39 | 79.     |
| Albertville 1992 | Slalom gigant mężczyzn | 2:41,76 | 63.     |
| Albertville 1992 | Slalom mężczyzn        | DNF     | DNF1    |